# Gossolengo
Gossolengo – miejscowość i gmina we Włoszech, w regionie Emilia-Romania, w prowincji Piacenza.
Według danych na rok 2004 gminę zamieszkiwały 3763 osoby, 121,4 os./km².